# Glenea hamabovola
Glenea hamabovola är en skalbaggsart som beskrevs av Hayashi 1978. Glenea hamabovola ingår i släktet Glenea och familjen långhorningar. Inga underarter finns listade i Catalogue of Life.